# Havlovice
Havlovice es una localidad del distrito de Trutnov en la región de Hradec Králové, República Checa, con una población estimada a principio del año 2018 de 988 habitantes. 
Se encuentra ubicada al noroeste de la región, en la zona de las montañas de los Gigantes (Sudetes occidentales), cerca de la fuente del río Elba y de la frontera con Polonia y la región de Liberec.